# 318694 Keszthelyi
318694 Keszthelyi è un asteroide della fascia principale. Scoperto nel 2005, presenta un'orbita caratterizzata da un semiasse maggiore pari a 2,6339155 au e da un'eccentricità di 0,0838103, inclinata di 8,10048° rispetto all'eclittica.
L'asteroide è dedicato all'astronomo amatoriale ungherese Sándor Keszthelyi.